# Дэвис, Стив (футболист)
Стивен Гэри Дэвис (англ. Steven Gary Davies; 29 декабря 1987, Ливерпуль, Англия) — английский футболист, нападающий клуба «Ранкорн Таун».

## Карьера
Стивен родился в Ливерпуле, Мерсисайд, и прошел через молодежные ряды «Транмир Роверс», дебютировав в первой команде в возрасте 17 лет. Это произошло 12 августа 2005 года в победном матче с «Олдем Атлетик» (4:0). В том же сезоне он сыграл ещё 25 игр на всех соревнованиях (большинство, в качестве замены), и забил два гола.
Хотя изначально Дэвис играл на позиции нападающего; отсутствие игровой практики из-за убедительной формы Криса Гринэкра заставило Стива сменить позицию и стать левым полузащитником. На этой позиции он забил свой первый гол сезона 2006/07 в победном матче «Транмира» над «Блэкпулом». Дэвис стал постоянным игроком и сыграл 33 матча, забив один раз.